# Thrasya mosquitiensis
Thrasya mosquitiensis är en gräsart som beskrevs av Gerrit Davidse och Alasdair Graham Burman. Thrasya mosquitiensis ingår i släktet Thrasya och familjen gräs. Inga underarter finns listade i Catalogue of Life.